# Bandiera di Mayotte

Il tricolore francese, bandiera ufficiale di Mayotte.

La bandiera ufficiale di Mayotte è la bandiera della Francia, in quanto Mayotte è un dipartimento e regione d'oltremare francese.
Tuttavia esiste una bandiera non ufficiale utilizzata a livello locale dagli abitanti dell'isola: essa consiste nello stemma di Mayotte su campo bianco, sovrastato dalla scritta rossa in stampatello maiuscolo "MAYOTTE".

## Galleria d'immagini

La bandiera locale non ufficiale